# Gare d'Airole
La gare d'Airole (en italien : stazione di Airole) est une gare ferroviaire de la ligne de Coni à Vintimille, située sur le territoire de la commune d'Airole, dans la province d'Imperia, en région Ligurie, au nord-ouest de l'Italie.
Après avoir été, dès 1922, le terminus voyageurs provisoire du tronçon venant de Vintimille, la gare est officiellement mise en service en 1928 comme l'ensemble de la ligne. Fermée du fait des destructions des infrastructures de la ligne à la fin de la Seconde Guerre mondiale, elle est remise en service en 1979. Lors de cette réouverture, l'ancien site et son imposant bâtiment voyageurs sont délaissés au profit d'une infrastructure plus légère, située à proximité immédiate du village. Ce point d'arrêt est desservi par des trains de Trenitalia, qui effectuent des missions entre les gares de Vintimille et de Coni, via Breil-sur-Roya.

## Situation ferroviaire
Établie à 123 m d'altitude, la gare d'Airole située au point kilométrique (PK) 87,4 de la ligne de Coni à Vintimille, entre les gares d'Olivetta-San-Michele et de Bevera. 
Le site de la première gare a conservé sa fonction de croisement, la nouvelle gare, située environ un kilomètre plus loin, est un simple arrêt à proximité du village.

## Histoire

### Première gare
Après les longues tractations et études nécessaires pour cette ligne de montagne transfrontalière (voir article sur la ligne), le chantier italien du chemin de fer arrive à Airole en 1914. En 1922 la ligne venant de Vintimille rejoint, à Breil-sur-Roya, celle venant de Coni, mais la France refuse d'ouvrir le service voyageur sur son tronçon, limitant le trafic aux trains de travaux. La gare d'Airole devient alors le terminus de la section venant de Vintimille, des services routiers hippomobiles puis en automobiles prennent le relais. Sur un site à l'écart du bourg, un important bâtiment voyageurs est édifié avec une double voie pour permettre le croisement.
Français et Italiens finissent par trouver un accord qui permet l'inauguration de la totalité de la ligne le 30 octobre 1928, et sa mise en service au trafic voyageurs le 31 octobre. La gare, située dans la partie italienne de la ligne, est exploitée par la Ferrovio dello Stato italiano (FS). La gare voit passer des locomotives électriques dès 1931 avec l'électrification des sections italiennes de la ligne, avant une autorisation française qui permet l'électrification de la totalité du parcours en 1935.
Le conflit de la Deuxième Guerre mondiale va être à l'origine de l'arrêt du trafic à Airole. En 1945 l'armée allemande quitte cette zone montagneuse fortifiée en faisant sauter les ponts du chemin de fer entre Vintimille et Tende. 

### Deuxième gare
Les destructions sont importantes et les tractations vont prendre d'autant plus de temps qu'il s'agit d'une zone frontière, il faut attendre le 29 septembre 1979 pour qu'il y ait de nouveau une circulation d'un matériel voyageurs, un autorail, sur la totalité du parcours entre Coni et Vintimille. Lors des travaux effectué avant cette remise en service la gare d'Airole est déplacée à proximité du village entre deux tunnels. Cette nouvelle installation, assimilable à un simple arrêt, ne comporte qu'une voie et un quai, le croisement des trains s'effectue toujours sur le site de l'ancienne gare à environ 1 km, où l'on retrouve l'ancien bâtiment voyageurs fermé.

## Service des voyageurs

### Accueil
Gare de la Rete ferroviaria italiana (RFI), elle dispose d'un bâtiment voyageurs avec une salle d'attente. Il n'y a plus de guichet.

### Desserte
Airole est desservie par des trains qui circulent entre les gares de Vintitmille et de Coni.